# Tentera Darat Malaysia
L'Esercito della Malaysia (Tentera Darat Malaysia) è la componente terrestre delle forze armate malaysiane. Immerso nelle tradizioni dell'esercito britannico, l'esercito malaysiano non porta il titolo di 'reale' (Diraja) così come la Royal Malaysian Air Force e la Royal Malaysian Navy. Invece, il titolo è conferito a corpi d'armata e reggimenti selezionati a cui venne concesso l'onore da parte del Yang di-Pertuan Agong, che è il Comandante Supremo delle Forze Armate.

## Storia

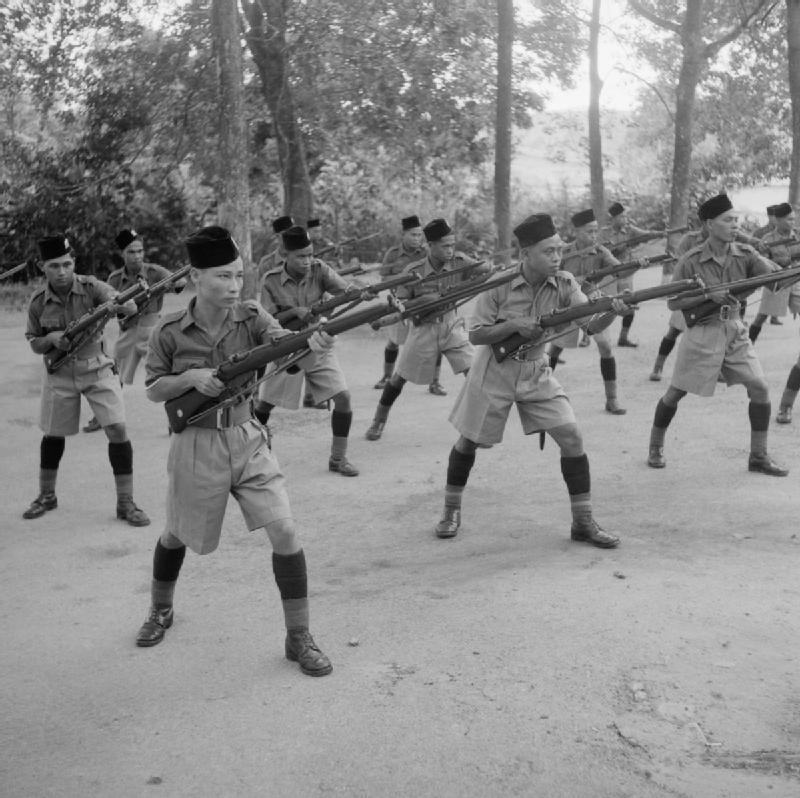
Ottobre 1941 ca., il Malay Regiment opera ad una pratica a baionetta prima della Battaglia di Singapore.

Le prime unità militari in Malaysia si possono far risalire ai Fucilieri Volontari Penang, arruolati il 1º marzo 1861, e i Fucilieri Volontari degli Stati malesi, che esistettero dal 1915 al 1936. (il 1º marzo è contrassegnato come Festa delle Forze Armate in onore della raccolta dei PRV come prima unità militare nella penisola malese.)
La nascita del moderno esercito malese avvenne quando il Consiglio federale della Federazione degli Stati malesi passò il Malay Regiment Bill il 23 gennaio 1933. Ciò consentì l'assunzione iniziale di 25 uomini per la Prima Compagnia Sperimentale malese il 1º marzo 1933. Il maggiore G. McI. S. Bruce del Lincolnshire Regiment fu il primo responsabile del comando.
Entro il 1º gennaio 1935, la Compagnia Sperimentale divenne il Malay Regiment con un complemento di 150 uomini. Un battaglione venne costituito il 1º gennaio 1938 ed infine un secondo battaglione il 1º dicembre 1941.
Il 1° Bn del Malay Regiment fu famoso per la sua difesa di Opium Hill o Bukit Chandu a Singapore. La 'Battaglia di Opium Hill', il 14 febbraio 1942, coinvolse 42 soldati comandati dal tenente Adnan Bin Saidi che difese la propria posizione contro gli attacchi della 18ª Divisione dell'Esercito Imperiale giapponese sotto il tenente generale Renya Mutaguchi. Dopo la seconda guerra mondiale e durante l'Emergenza malese, il numero di battaglioni venne aumentato a 7 nei primi anni '50.
Il Kor Armatura Diraja (Royal Armoured Corps) può rintracciare le sue radici alla formazione il 1º settembre 1952 del Federation Reconnaissance Squadron. Venne successivamente fuso con il Federation Regiment per formare il Federation Reconnaissance Corps. Il nome subì alcune trasformazioni, da Malaysian Reconnaissance Corps (16 settembre 1967), Royal Malaysian Reconnaissance Corps (da maggio 1979) a Royal Cavalry Corps (dicembre 1979) e, infine, a Kor Armatura Diraja (Royal Armoured Corps) l'8 dicembre 1986.
Il Royal Ranger Regiment discende in origine dai famosi Sarawak Rangers costituiti nel 1862 dal Regno di Sarawak. Questo reparto, anche se risulta secondo in ordine di precedenza nelle parate, è la più antica formazione attiva dell'esercito malese.

## Organizzazione e struttura
L'esercito malese è attualmente organizzato in cinque Divisioni, che sono poste sotto il quartier generale dell'esercito campale. Tre di queste (la 2a, la 3ª e la 4ª Divisione) sono basati sulla penisola malese, mentre le altre due (la 1ª e la 5ª Divisione) sono basate nel Borneo malese. Il Grup Gerak Khas (Gruppo di Forze Speciali), la 10ª Brigata Paracadutisti e la Pasukan Udara Tentera Darat (Aviazione dell'Esercito) sono formazioni indipendenti e direttamente subordinate al capo dell'esercito.
L'esercito malese ha attualmente 17 Corpi o Reggimenti. Questi sono raggruppati in 3 componenti principali: gli elementi di combattimento, gli elementi di supporto al combattimento e gli elementi di supporto.

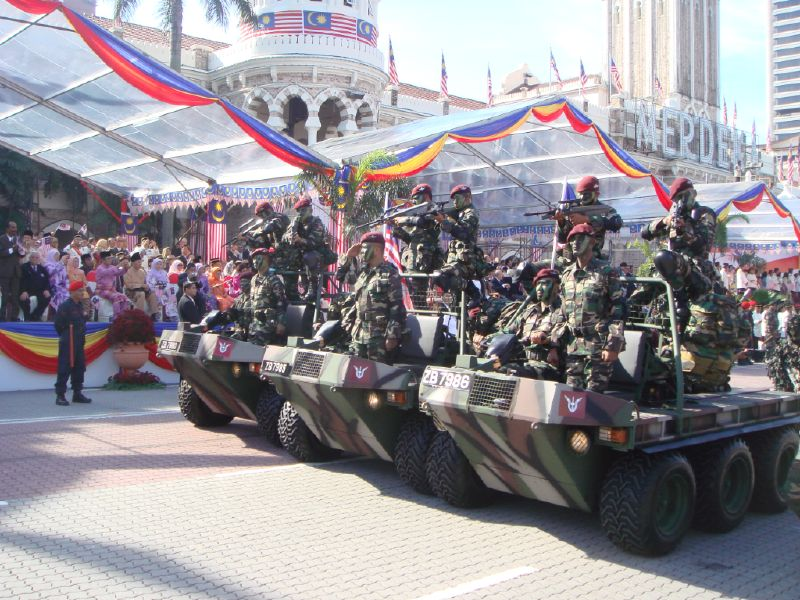
Forze commando della 10ª Brigata Paracadutisti con ATMP (All Terrain Mobility Platform) durante una sfilata

## Gradi militari
L'esercito malese utilizza una classificazione  ereditata dall'esercito britannico. La classificazione dell'esercito malese ha 17 livelli dal Privato ( Prebet ) al Generale ( Jeneral ). Questi gradi sono divisi in 2 gruppi - Ufficiali ( Pegawai ) e gradi bassi ( Lain-Lain Pangkat ), che comprende i gradi dei sottufficiali ( Pegawai Tanpa Tauliah ).

### Ufficiali
Gli ufficiali sono sottodivisi in 3 gruppi:
Ufficiali Anziani
Questo gruppo è composto da ufficiali che tengono i gradi di tenente colonnello ( Leftenan Kolonel ), colonnello ( Kolonel ), brigadiere generale ( Brigedier Jeneral ), Maggiore generale ( Mejar Jeneral ), tenente generale ( Leftenan Jeneral ) e generale ( Jeneral )
Ufficiali di campo
Gli ufficiali di campo sono ufficiali che tengono il grado di Maggiore (Mejar)
Ufficiali Giovani
Questo gruppo è composto dai gradi ufficiali di Sottotenente (Leftenan Muda), tenente (Leftenan) e capitano (Kapten).
Altri gradi
Questo gruppo inizia da Privato (Prebet) e opera la sua strada fino a warrant officer I (Pegawai Waran I). Questo è ulteriormente suddiviso in 3 gruppi:
Sottufficiali Anziani (PTT Kanan)
Questo gruppo comprende sottufficiali con la qualifica di Sergente (Sarjan), Staff Sergeant (Staff Sarjan), Warrant Officer II (Pegawai Waran II) e Warrant Officer I (Pegawai Waran I).
Sottufficiali Giovani (PTT Rendah)
Questo gruppo comprende sottufficiali con la qualifica di lancia spezzata (Lans Koperal) e caporale (Koperal).
Privato (Prebet)
I soldati semplici nell'esercito malese non indossano alcun insegna di grado sulla loro uniforme. Non ci sono distinzioni tra i Privati giovani e anziani.

## Corpi e reggimenti

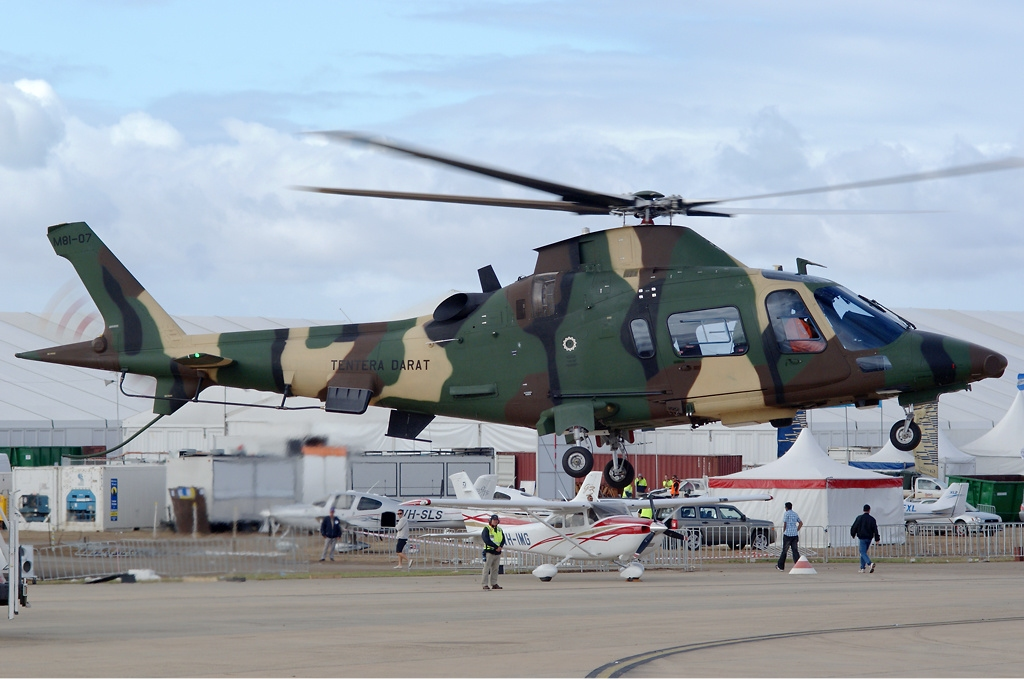
Agusta A-109E LUH dell'esercito malese, armato con cannone da 20mm e razzi per soppressione d'area

- Rejimen Askar Melayu DiRaja (Royal Malay Regiment)
- Rejimen Renjer DiRaja (Royal Ranger Regiment)
- Rejimen Sempadan (Border Regiment)
- Kor Armor DiRaja (Royal Armoured Corps)
- Rejimen Artileri DiRaja (Royal Artillery Regiment)
- Rejimen Semboyan DiRaja (Royal Signals Regiment)
- Kor Perkhidmatan Am (General Services Corps)
- Kor Polis Tentera DiRaja (Royal Military Police Corps);
- Kor Kesihatan DiRaja (Royal Medical Corps)
- Kor Risik DiRaja (Royal Intelligence Corps)
- Kor Perkhidmatan DiRaja (Royal Logistics Corps);
- Kor Ordnans DiRaja (Royal Ordnance Corps)
- Rejimen Askar Jurutera DiRaja (Royal Engineer Regiment)
- Kor Jurutera Letrik dan Jentera DiRaja (Royal Electrical and Mechanical Engineer Corps)
- Kor Agama Angkatan Tentera (Religious Corps of the Armed Forces of Malaysia)
- Rejimen Askar Wataniah (Territorial Army Regiment)
- Rejimen Gerak Khas (Special Forces Regiment)
- Pasukan Udara Tentera Darat (Army Air Corps)

### Elementi di combattimento

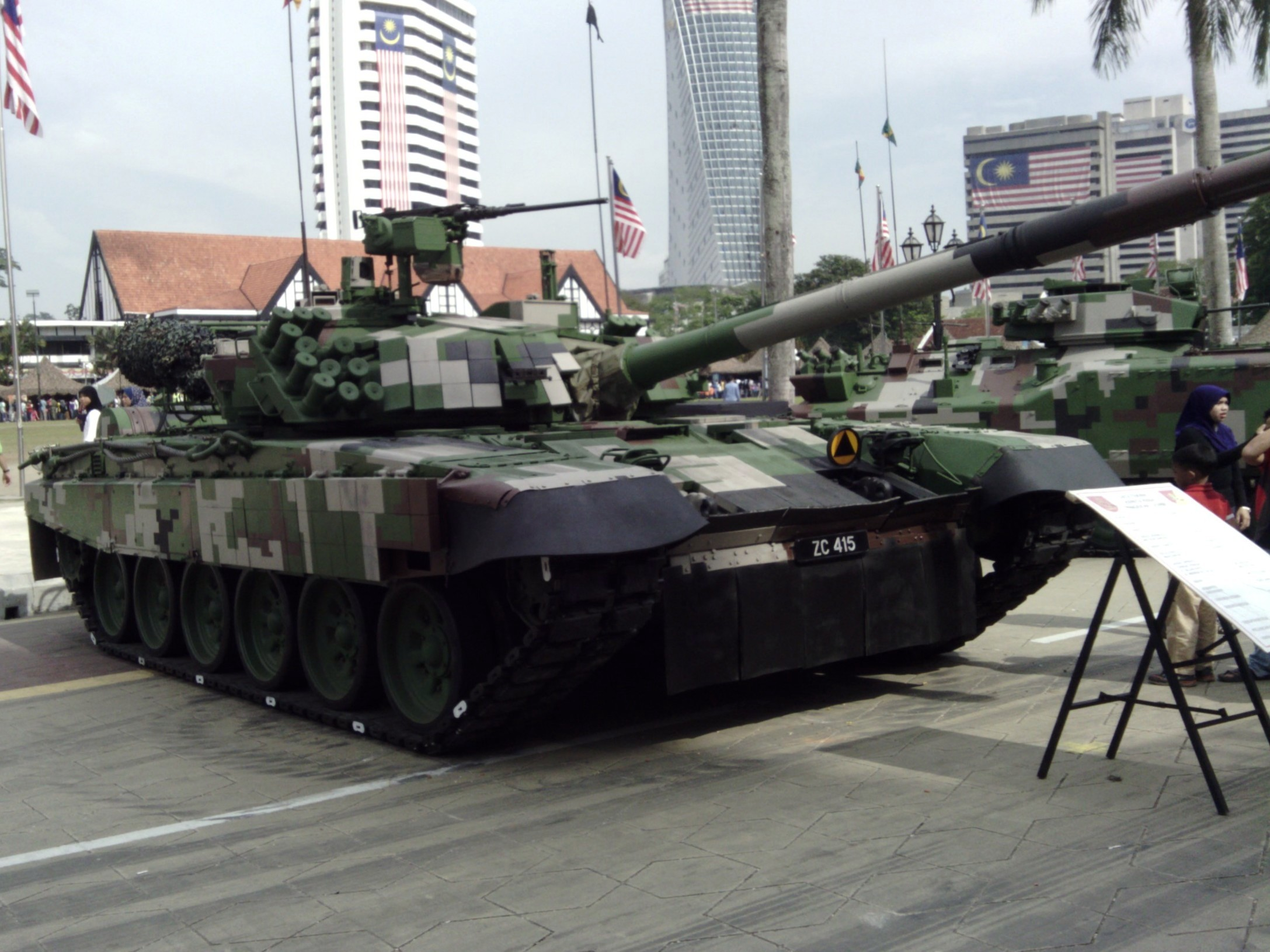
MBT PT 91M dell'esercito malese in mostra

- Rejimen Askar Melayu DiRaja (Royal Malay Regiment)

Questo è il reggimento più anziano dell'esercito malese. I suoi ranghi sono reclutati tra la popolazione malese. Il Reggimento ha 25 battaglioni. Il 1º battaglione, il più anziano del Reggimento, attualmente assume incarichi cerimoniali e di Guardia Reale. Il resto sono configurati come 20 Battaglioni di Fanteria, due battaglioni di Fanteria Meccanizzata e due battaglioni di Fanteria Paracadutista. Il reggimento indossa berretti verdi, tranne due battaglioni che indossano berretti marroni.
Il 19° Bn Royal Malay Regiment (Mech) (Mech) venne coinvolto nel salvataggio di Rangers statunitensi e operatori Delta Force in Somalia durante la Battaglia di Mogadiscio. L'unità di 32 APC Radpanzer Condor e 113 uomini dal MALBATT 1 entrarono con la 10th Mountain Division statunitense per salvare i Rangers intrappolati. Quattro APC vennero immobilizzati e distrutti da elicotteri americani. 19 Royal Malay Regiment subirono 1 soldato ucciso in azione (KIA), il PFC Mat Aznan Awang, mentre altri 8 rimasero feriti in azione (WIA). Il Pfc Mat Aznan Awang venne successivamente promosso postumo a caporale e venne premiato con il Pingat Seri Pahlawan Gagah Perkasa, il premio di galanteria più alto della nazione. In totale, 7 ufficiali e 26 sottufficiali vennero assegnati varie medaglie per il loro valore durante l'operazione, il maggior numero di uomini raccomandati per le medaglie in una sola unità in una sola operazione.

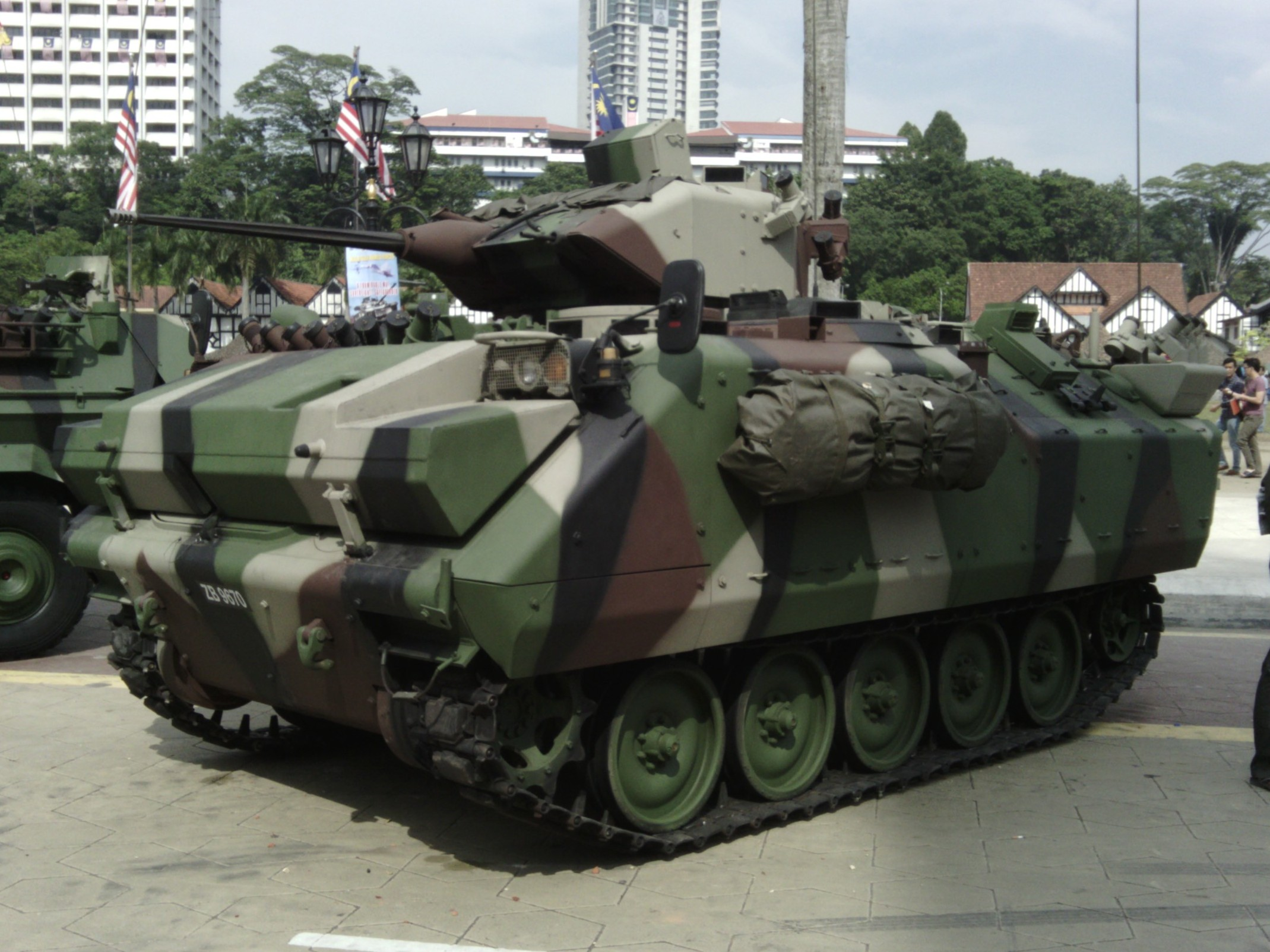
ACV 300 Adnan in mostra

- Rejimen Renjer DiRaja (Royal Ranger Regiment)

Si tratta di un'unità multi-razziale organizzata lungo linee simili a quelle del Rejimen Askar Melayu Diraja. Attualmente ci sono 10 battaglioni all'interno di questo reggimento. Il Reggimento affonda le sue radici nei Sarawak Rangers e nel Sarawak Constabulary, famosi inseguitori della giungla che ebbero una reputazione mortale durante l'Emergenza malese e durante l'insurrezione del Partito Comunista della Malesia in Malaysia. L'8° Bn Royal Ranger Regiment ( 8 Renjer ) fu il primo battaglione di fanteria nell'esercito malese a subire la trasformazione in battaglione aviotrasportato. L'unità è attualmente assegnata all'elite 10ª Brigata (Para). Il soldato più decorato dell'esercito della Malaysia, il WOI (RST) Kanang anak Langkau era un Regimental Sergeant Major dell'8 Ranger.
- Rejimen Sempadan (Border Regiment)

Si tratta di un reggimento appena creato dalle 300 unità territoriali dell'Esercito preposte al confine. Il vice primo ministro e ministro della Difesa Dato Seri Najib Tun Razak annunciò il 1º luglio 2006 la formazione di un nuovo reggimento appositamente per il pattugliamento delle frontiere. I membri del reggimento vennero presi dai vari reggimenti e corpi, in particolare dal Rejimen Askar Wataniah. Si ritiene che l'esercito abbia formato da circa 2 a 3 brigate di questo nuovo reggimento. Il nuovo reggimento venne ufficialmente arruolato il 9 febbraio 2008 da Najib Tun Razak a Tanah Merah, Kelantan.
- Kor Armor DiRaja (Royal Armoured Corps) fornisce la capacità di corazzati per l'esercito malese. Attualmente, il Corpo è composto da 5 battaglioni (a volte indicati erroneamente come Reggimenti), che sono dotati di vari veicoli trasporto truppe (sibmas AFSV-90, Rheinmetall Condor, K-200 MIFV) e veicoli leggeri da combattimento. Il Rejimen ke-11 del Kor Armor Diraja è l'unico utente di 48 carri armati da combattimento PT-91M dalla Polonia.

### Elementi di supporto al combattimento
- Rejimen Artileri Diraja (Royal Artillery Regiment) è il corpo di artiglieria dell'esercito malese e fornisce il supporto di artiglieria e di difesa aerea locale per le unità dell'esercito. Il reggimento è dotato di 36 MRLS Astros II brasiliani e 28 pezzi d'artiglieria trainata G5 MkIII dal Sudafrica. La difesa aerea viene fornita usando un misto di sistemi di artiglieria e missili anti-aerei, come il cannone a doppia canna Oerlikon da 35mm svizzero e il Bofors 40 mm svedese, il Jernas e Starburst dal Regno Unito, Anza dal Pakistan, FN-6 dalla Cina e Igla dalla Russia. La Malaysia è impegnata ad acquistare missili Starstreak V-Shorads dal Regno Unito nel 2015.[6]
- Rejimen Semboyan Diraja (Royal Signals Regiment) è responsabile della comunicazione strategica, delle comunicazioni tattiche, della guerra elettronica e dei sistemi di allarme rapido come il radar.
- Kor Polis Tentera DiRaja (Royal Military Police Corps) distribuisce come parte dell'esercito campale, a sostegno delle operazioni dell'esercito, e applica il corretto svolgimento tra il personale dell'esercito. Oltre ad essere responsabile della sicurezza di base, la polizia militare ha anche il compito di prevenire e investigare le attività criminali sulla proprietà dell'esercito o del personale militare.
- Rejimen Askar Jurutera DiRaja (Royal Engineers Regiment) ha il compito delle demolizioni, del posaponte e della riparazione di infrastrutture militari, come ad esempio le piste della base aerea, o superando gli ostacoli in situazioni di emergenza.
- Kor Jurutera Letrik dan Jentera DiRaja (Royal Electrical and Mechanical Engineers Corps) è responsabile per la manutenzione di tutti i veicoli e le macchine dell'esercito malese.
- Kor Risik DiRaja (Royal Intelligence Corps) specializzato nelle operazioni di guerra psicologica (PSYOPS), sorveglianza, intelligence, ricognizione e controspionaggio. Oltre a gestire la propaganda e la contropropaganda, il corpo ha anche il compito di effettuare i controlli di base sulle reclute la prima volta che s'iscrivono ai corsi di formazione.

### Elementi di supporto
- Kor Ordnans DiRaja (Royal Ordnance Corps) assicura che tutte le forniture militari e d'artiglieria sono conservati, protetti e inventariati correttamente.
- Kor Agama Angkatan Tentera (Armed Forces Religious Corps) (KAGAT) svolge servizi religiosi (cappellano) per il personale musulmano e cristiano dell'esercito malese. Fornisce inoltre consulenza e conduce preghiere rituali sul campo di battaglia.
- Kor Perkhidmatan DiRaja (Royal Logistics Corps) è responsabile del trasporto di truppe e dei rifornimenti per le diverse unità dell'esercito malese.
- Kor Kesihatan DiRaja (Royal Medical Corps) offre corsi di formazione per il personale medico dell'esercito e altri specialisti. Gestisce gli ospedali delle Forze Armate e fornisce gli ospedali mobili di battaglia. L'unità ha inoltre fornito MALMEDTIM (Malaysian Medical Teams) di soccorso in Pakistan, Afghanistan , Sahara Occidentale, Indonesia e Palestina.
- Kor Perkhidmatan Am (General Services Corps) gestisce l'amministrazione e la gestione finanziaria per l'intero esercito.

### Forze Speciali
- Rejimen Gerak Khas (Special Forces Regiment) è il reggimento di forze speciali e commando dell'esercito malese. Il 21° Gerup Gerak Khas è la sede operativa di vari specialisti e dei battaglioni commando, che sono in grado di condurre guerra non convenzionale od operazioni speciali. Una delle note operazioni estere che coinvolgono questo reggimento fu un attacco di miliziani somali su un convoglio che trasportava il capo dei servizi segreti delle Nazioni Unite nell'UNOSOM II il 18 luglio 1994. Nell'azione, due membri del reggimento vennero uccisi in azione, mentre altri quattro rimasero feriti. Uno degli uomini feriti venne preso in ostaggio dalle milizie e rilasciato nove ore più tardi.
- 10ª Brigata Paracadutisti è una unità d'elite aviotrasportata con il compito di essere rapidamente implementata all'interno o al di fuori dei confini della Malaysia. La 10a Para è l'elemento chiave della Rapid Deployment Force malese (Pasukan Aturgerak Cepat, PAC) ed è la principale forza offensiva malese primaria in tempo di guerra o di emergenza.

### Unità aeree
- Pasukan Udara Tentera Darat (Army Air Corps) è l'arma dell'Aviazione dell'Esercito formata intorno a un nucleo di ufficiali della Royal Malaysian Air Force. Questa nuova formazione dell'esercito ha compiti di collegamento, fornendo capacità di trasporto limitate, supporto aereo ravvicinato e anche ricognizione aerea, utilizzando elicotteri leggeri d'osservazione. L'unità ha attualmente una squadrone, lo Squadrone No. 881, che è dotato di 11 elicotteri leggeri Agusta A109. La base principale dell'Army Air Corps si trova a Kluang, Johor.

### Riserve
- Rejimen Askar Wataniah (Territorial Army) costituisce la seconda linea di difesa della Malaysia. Formata da studenti universitari, professionisti e civili, fornisce il supporto per le forze armate regolari della Malaysia ed è responsabile per la sicurezza degli impianti fondamentali in tempo di guerra. Originariamente incaricate della difesa locale e di zona, le unità del Rejimen Askar Wataniah sono state riconfigurate e svolgeranno compiti di prima linea a fianco delle unità regolari in caso di necessità. Le unità del Rejimen Askar Wataniah, come gli squadroni blindati, sono unità integranti di vari reggimenti del Kor Armor Diraja.

## Forza

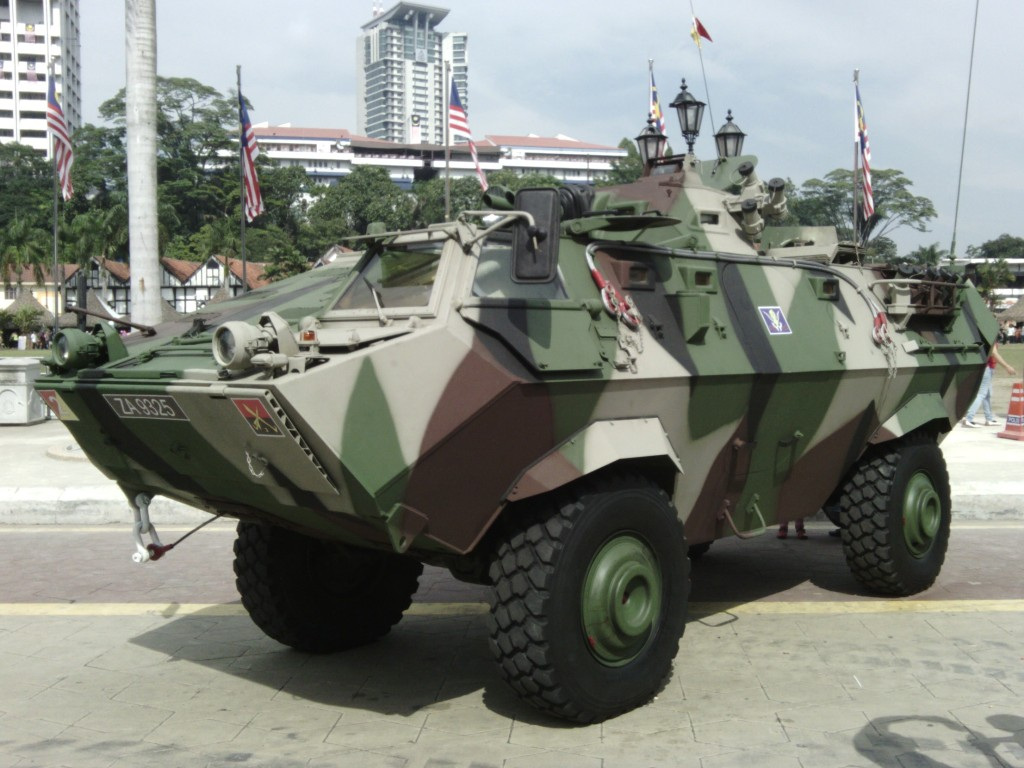
APC Condor dell'esercito malese

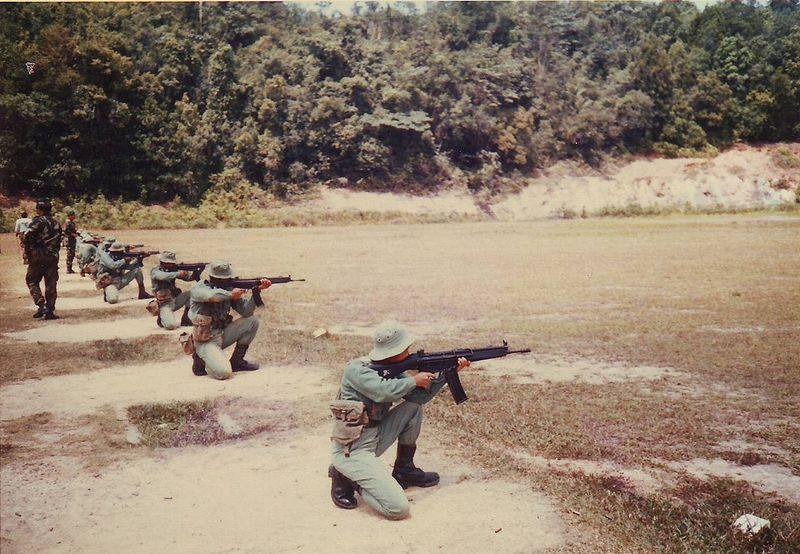
Riservisti dell'esercito malese sul campo.

La forza del personale dell'esercito malese è di circa 80.000 soldati nell'esercito attivo, 50,000 nella riserva attiva e 26,600 attivi e 244,700 riservisti nei Paramilitari.
L'esercito malese è composto da 4 divisioni di fanteria, 9 brigate di fanteria, 1 brigata di forze speciali, 1 brigata aerea e 1 brigata meccanizzata, composte da:
- 36 Battaglioni di Fanteria leggera[7]
- 3 Battaglioni di Fanteria Aviotrasportata[7]
- 3 Battaglioni di Fanteria Meccanizzata[7]
- 5 Battaglioni corazzati (1 Reggimento Carri)[7]
- 1 squadrone carri leggeri[7]
- 13 Reggimenti d'Artiglieria (3 di Difesa Aerea)[7]
- 3 Reggimenti di Forze Speciali[7]
- 3 Reggimenti del Genio[7]
- 1 squadrone di fanteria aviotrasportata[7]
- 1 reggimento di costruzioni[7]
- 4 reggimenti di polizia militare[7]
- 1 reggimento delle comunicazioni[7]
- 1 unità d'intelligence[7]
- 1 squadrone elicotteri[7]

L'esercito territoriale include:
- 16 reggimenti di fanteria leggera[8]
- 2 brigate di sorveglianza di confine[8]
- 5 battaglioni di sorveglianza autostrade[8]
- 2 reggimenti del genio[8]

## Equipaggiamento

### Mezzi Aerei
Sezione aggiornata annualmente in base al World Air Force di Flightglobal del corrente anno. Tale dossier non contempla UAV, aerei da trasporto VIP ed eventuali incidenti accorsi durante l'anno della sua pubblicazione. Modifiche giornaliere o mensili che potrebbero portare a discordanze nel tipo di modelli in servizio e nel loro numero rispetto a WAF, vengono apportate in base a siti specializzati, periodici mensili e bimestrali. Tali modifiche vengono apportate onde rendere quanto più aggiornata la tabella.
| Aeromobile                | Origine     | Tipo                         | Versione (denominazione locale) | In servizio (2024) | Note | Immagine |
| Elicotteri                |             |                              |                                 |                    | |          |
| MD Helicopters MD 530     | Stati Uniti | elicottero d'attacco leggero | MD 530G                         | 6                  | 6 MD 530G ordinati nel 2016. A febbraio 2019 lo stato maggiore dell'esercito malese ha confermato che gli elicotteri saranno consegnati entro la fine dello stesso anno. Tutti i 6 elicotteri sono stati consegnati a gennaio 2022. |          |
| AgustaWestland AW109      | Italia      | elicottero da osservazione   | AW109E LUH                      | 10                 | 11 AW109E LUH ordinati nel 2003 e consegnati tra il dicembre 2005 ed il settembre 2006. Un esemplare è stato perso a gennaio 2014. 10 AW19E LOH in servizio al gennaio 2019, utilizzati per compiti di osservazione.                |          |
| Sikorsky UH-60 Black Hawk | Stati Uniti | elicottero utility           | UH-60A+                         | 0                  | 4 UH-60A+ di seconda mano presi in leasing, selezionati a marzo 2023 e ordinati il 27 maggio dello stesso anno. |          |

### Aeromobili ritirati
- Sikorsky S-61A-4 Nuri - 12 esemplari (2016-2021)[18][15][16]
- Aérospatiale SA 316B Alouette III - 10 esemplari (1995-2009)[19]

## Sviluppo attuale
Dal momento della ripresa dalla crisi economica del 1997, l'EM, insieme ad altre armi delle FAM, riprese slancio nei suoi programmi di modernizzazione. Il primo grande appalto fu quello di impostare una pietra miliare, costruendo il suo primo carro armato da combattimento irreggimentato. L'EM ricevette la consegna di 48 carri armati PT-91M e altre apparecchiature corazzate, come l'ARV WZT-4 dalla Polonia, compravendita pienamente completata nel marzo 2010. Nonostante l'aggiunta di circa 28 unità di obici sudafricani G5 Mk III 155 mm, un altro approvvigionamento principale erano le 18 unità di MRLS Astros dal Brasile, la cui consegna venne completata nel 2006. Un secondo lotto di 18 LMR venne ordinato nel 2007. L'EM ha anche meccanizzato rapidamente l'attuale inventario - 267 IFV (veicolo da combattimento della fanteria) Adnan sono stati acquisiti dall'esercito nel 2004. A seguito di un appalto più recente del lanciamissili anticarro pakistano Bakhtar-Shikan, questi vennero installati sugli Adnan.
L'EM sta ora spostando la sua enfasi sul miglioramento del suo stormo aereo. Nel settembre 2006, l'EM ricevette il suo 11º ed ultimo Elicottero Utility Leggero Agusta-Westland A109H. Questi elicotteri dovevano inizialmente complementare, e in definitiva sostituire, i vecchi elicotteri SA316B Aérospatiale Alouette III. Sei di loro erano da installare con armi leggere e avevano il compito di una unità di osservazione esploratore; un campione venne mostrato a LIMA 07. La configurazione del resto è chiara. Inoltre, l'esercito riceverà anche elicotteri multiuso S61A-4 Nuri dopo che vennero ritirati dalle RMAF; questi costituiranno la spina dorsale della primissime unità di trasporto aereo dell'esercito - Squadroni 881 e 882 dello stormo aereo dell'esercito.
Nello stesso anno, alla biennale Defence Services Asia (DSA) del 2006, la Malaysia ha annunciato che il fucile di servizio statunitense M4 sostituirà il fucile d'ordinanza austriaco Steyr AUG per tutti e tre i servizi delle Forze Armate malesi. L'esercito riceverà presto la nuova arma.
Vi è anche un requisito per un aggiornamento alla rete di difesa aerea corrente. Tuttavia, una controversia tra l'esercito e l'aviazione sull'opportunità di introdurre un sistema SAM a medio raggio aveva portato al reperimento di essere messo in attesa. Secondo una recente intervista del Capo di Stato Maggiore dell'Esercito, Ismail bin Haji Jamaluddin, l'esercito non ha intenzione di assumere il ruolo di difesa aerea di fascia media.

### Future Soldier System
L'esercito malese ha attualmente un programma di modernizzazione del soldato chiamato Future Soldier System. Sotto la FSS, l'esercito malese prevede di dotare tutti i soldati con Dispositivi di Protezione Individuale (DPI), come elmetti kevlar, giubbotti kevlar, occhiali Oakley e cuffie di protezione delle apparecchiature. Il programma include anche tutto l'armamento edizione standard M4 con kit SOPMOD, così come l'equipaggiamento dei soldati con una pistola Glock.
Sapura, una società d'elettronica malese, sta offrendo il loro concetto di sistema soldato SAKTI attraverso il lavoro in tre aree: Head Sub-System (HSS), Body Sub-System (BSS) e Weapon Sub-System (WSS). L'HSS è costituito da una capacità di visione notturna della macchina fotografica e un micro elmetto montato con un'uscita di dati, un display montato sul casco, auricolare e microfono; il WSS è costituito da un Rifle Control Unit costituito da un controller wireless di cinque pulsanti per uso con la mano con le caratteristiche chiave, tra cui il push to talk per la radio, la commutazione e lo spegnimento dell'HMD, girando la luminosità HMD su e giù così come il video trasmissione di forze amiche. Il BSS consiste in un sistema di controllo, un'unità di energia con un alimentatore per l'interfaccia di comunicazione, microcamere e HMD con una singola batteria agli ioni polimeri di litio per un massimo di dieci ore di funzionamento; un'interfaccia di comunicazione per la radio sicura basata su IP, a dare l'immagine è una radio Thales St@rmille e, infine, un sistema di navigazione con display per il monitoraggio blu con forza e consapevolezza della situazione, il colore della cartografia digitale, il terreno e l'analisi del profilo urbano. Il sistema di visualizzazione è visivamente simile al Kord Difesa SmartGrip RIC sviluppato in collaborazione con Thales Australia.